# 콘스탄스 탈매지
콘스탄스 탈매지(Constance Talmadge, 1898년 4월 19일 ~ 1973년 11월 23일)는 미국의 배우이다.